# Lara Cox
Lara Cox (Canberra, 6 marzo 1978) è un'attrice ed ex modella australiana, nota per una varietà di ruoli.
Cox ha interpretato il ruolo di Anita Scheppers in Heartbreak High, Dottoressa Denman in H2O: Just Add Water, Finn in The Lost World ed è apparsa in Voodoo Lagoon e Kangaroo Jack.

## Filmografia parziale
- Presa mortale 2 (The Marine 2), regia di Roel Reiné (2009)